# Crotalaria anisophylla
Crotalaria anisophylla là một loài thực vật có hoa trong họ Đậu. Loài này được (Hiern) Baker miêu tả khoa học đầu tiên.